# (259) Aléteia
(259) Aléteia es un asteroide que forma parte del cinturón de asteroides y fue descubierto por Christian Heinrich Friedrich Peters el 28 de junio de 1886 desde el observatorio Litchfield de Clinton, Estados Unidos.
Está nombrado por la palabra griega para verdad.

## Características orbitales
Aléteia orbita a una distancia media de 3,135 ua del Sol, pudiendo acercarse hasta 2,735 ua. Tiene una excentricidad de 0,1276 y una inclinación orbital de 10,81°. Emplea 2027 días en completar una órbita alrededor del Sol.